# Шенандоа-Ретріт (Вірджинія)
Шенандоа-Ретріт (англ. Shenandoah Retreat) — переписна місцевість (CDP) в США, в окрузі Кларк штату Вірджинія. Населення — 549 осіб (2020).

## Географія
Шенандоа-Ретріт розташована за координатами 39°8′12″ пн. ш. 77°51′44″ зх. д. / 39.13667° пн. ш. 77.86222° зх. д. (39.136792, -77.862146).  За даними Бюро перепису населення США в 2010 році переписна місцевість мала площу 4,10 км², з яких 3,90 км² — суходіл та 0,20 км² — водойми.

## Демографія
Згідно з переписом 2010 року, у переписній місцевості мешкало 518 осіб у 229 домогосподарствах у складі 141 родини. Густота населення становила 126 осіб/км².  Було 270 помешкань (66/км²).
Расовий склад населення:
| - 95,8 % — білих - 1,2 % — чорних або афроамериканців - 1,0 % — корінних американців - 0,8 % — азіатів |

До двох чи більше рас належало 1,2 %. Частка іспаномовних становила 1,9 % від усіх жителів.
За віковим діапазоном населення розподілялося таким чином: 21,0 % — особи молодші 18 років, 72,1 % — особи у віці 18—64 років, 6,9 % — особи у віці 65 років та старші. Медіана віку мешканця становила 43,8 року. На 100 осіб жіночої статі у переписній місцевості припадало 113,2 чоловіків;  на 100 жінок у віці від 18 років та старших — 116,4 чоловіків також старших 18 років.
Середній дохід на одне домашнє господарство  становив 80 500 доларів США (медіана — 77 396), а середній дохід на одну сім'ю — 90 864 долари (медіана — 80 417). Медіана доходів становила 42 969 доларів для чоловіків та 52 344 долари для жінок. За межею бідності перебувало 4,3 % осіб, у тому числі 0,0 % дітей у віці до 18 років та 0,0 % осіб у віці 65 років та старших.
Цивільне працевлаштоване населення становило 407 осіб. Основні галузі зайнятості: науковці, спеціалісти, менеджери — 25,1 %, освіта, охорона здоров'я та соціальна допомога — 20,9 %, роздрібна торгівля — 14,0 %, публічна адміністрація — 8,8 %.